# Новоладожская верфь
Новоладожская верфь — третья корабельная верфь петровской эпохи основанная в бассейне Ладожского озера в устье реки Волхов, давшая начало городу Новая Ладога. На верфи были построены первые линейные корабли для Балтийского флота. 

## История
В 1704 году царь Пётр I, во время Северной войны, издал указ о строительстве на берегу Ладоги в устье Волхова новой корабельной верфи. В Подённой записке от 1704 года, самодержец написал: «Жителей Старой Ладоги и Тихвина переселить в град Новая Ладога. Сюда же сволочить ссыльных и беглых крестьян», а из центра страны приказал перебросить несколько полков пехоты. Местом для строительства новой верфи стала территория Николо-Медведского монастыря, которая была обнесена земляным валом и рвом.
30 апреля 1704 года царь распорядился направить на новую верфь для образца корабли с соседних верфей на реках Сясь и Свирь. Комендант данных верфей И. Я. Яковлев отправил к Волхову вместе с «сяським кораблём» два шмака, флейт, несколько скампавей и бригантин. Из «Росписи лишним и нужным потребам к Царского Величества кораблям» в декабре 1705 года на верфи находились два шмака типа «Люстфадер» и два буера «Соутдрагер» и «Гелт-Зак». На верфь было направлено около 2 тысяч человек из Белозеро, Пошехонья, Олонца, Каргополя, которые строили мастерские, приказные избы, провиантские амбары. Затем строители углубляли устье Волхова и приступили к строительству стапелей. Новоладожская верфь стала третьей после Сясьской и Свирской, заложенных в устьях рек Ладожского озера.
10 июля 1708 года адмиралтеец А. В. Кикин докладывал Петру, что согласно его указу в Новой Ладоге начали строить крепость. 19 июля 1708 года Пётр издал указ о строительстве судов на Новой Ладоге «строить два корабля из дубового леса, который готовит Лукьян Верещагин. Для строения прислать корабельного мастера Р. Броуна и корабельного ученика Г. Меньшикова, к тому строение из Олонецкой верфи в Ладогу перевести дворянина Гаврилу Григорова, подьячего Харитона Десятого, работников 200 человек, плотников 100 человек, кузнечного подмастерья и 20 кузнецов». В августе 1708 года Р. Броун и Г. Меньшиков прибыли на верфь и заложили первые линейные корабли Балтийского флота — 50-пушечные парусные линейные корабли 4 ранга «Рига» и «Выборг». Летом 1710 года корабли были спущены на воду. Для оснащения судов при верфи построили якорную мастерскую, которая выполняла государственные адмиралтейские заказы.
В 1709 году был назначен комендантом Новоладожской верфи Григорий Муравьев. Осенью 1710 года корабельный мастер Ф. С. Салтыков совместно с корабельным подмастерьем Г. А. Меншиковым заложили по чертежу Петра I две 18-пушечные шнявы «Диана» и «Наталья», о чем Ф. Салтыков 29 ноября докладывал царю. В мае 1711 года Ф. Салтыков покинул верфь, шнявы достраивал Меньшиков и спустил их на воду осенью того же года. Вместо Ф. С. Салтыкова был назначен новый корабельный мастер Василий Шпак (Шпаковский).
С 1712 года на Новоладожской верфи в основном ремонтировались и строились малые суда. В августе 1713 года на верфь прибыл англичанин на русской службе, корабельный подмастерье Р. Гардлий, который принимал участие в строительстве 10 «казанских стругов» и 37 тялок.
С 1716 года на верфи работал корабельный подмастерье М. М. Собакин, который руководил приёмкой поступающих из Казани подрядных корабельных лесов для Санкт-Петербургского адмиралтейства и строительством в 1717 году 70 шкутов и 2 тялок. 4 февраля 1718 года на Новоладожскую верфь был послан корабельный мастер Ф. П. Пальчиков для изготовления каперов и эверсов. В 1718 году на верфи было построено ещё 30 шкутов. В 1721 году продолжались работы по строительству прамов и ластовых судов.
После смерти Петра I деятельность верфи стала затихать. В 1730 году на верфи были спущены галиоты «Гогланд» и «Елеонора», в 1731 году — галиот «Александра», в 1732 году — шмак «Бобр», в 1741 году — галиот «Олонец» и два шмака «Шлиссельбург» и «Ладога». Это были последние корабли построенные на корабельной верфи.